# Roque Ferreyra
Roque Ferreyra (Córdoba, 16 de agosto de 1810 – íd., 13 de septiembre de 1885), comerciante y político argentino, perteneciente al Partido Liberal, dos veces Gobernador de Córdoba, elegido constitucionalmente.

## Orígenes
Roque Ferreyra fue un exitoso comerciante acopiador integrante de la firma "Ferreyra Hnos.", ligada a la oligarquía de Córdoba. Esta, estaba compuesta por los hermanos Martín, José y Emilio quienes, a lo largo de las décadas de 1830 y 1840, llegaron a reunir una mediana fortuna.
Aunque ligado al pensamiento federal dominante durante la época de las guerras civiles, apoyó la revolución de 1840 contra el gobernador Manuel López y fue arrestado. Beneficiado por una amnistía, no volvió a actuar en política hasta después de la caída de López, en 1852.
El nuevo sistema de poder imperante reservaba el ejercicio de la soberanía popular y la desempeño de los cargos públicos al círculo de comerciantes y profesionales de la Ciudad de Córdoba. Así, elegido para la Asamblea de Representantes, se ganó el aprecio del gobernador Alejo del Carmen Guzmán; ejerciendo por algún tiempo como "Gobernador delegado" -en ejercicio o a cargo del Despacho-, en los casos de ausencia de Guzmán.

## Primera gobernación
Cuando el mandato gubernativo de Alejo del Carmen Guzmán tocaba su fin, el 17 de junio de 1855 se reunió la Asamblea de Representantes para designar nuevo mandatario. Se necesitaron dos votaciones para alcanzar una decisión por mayoría. En una primera votación, Roque Ferreyra obtuvo 11 votos; contra los 9 sufragios de Juan del Campillo y 5 de Lucrecio Vázquez. En la segunda, Ferreyra alcanzó 13 sufragios; del Campillo 9 y Vázquez 3, quedando en consecuencia el primero consagrado "Gobernador y Capitán general de la provincia".
Esa segunda denominación fue suprimida dos días después. El gobernador Guzmán comunicó la designación a Ferreyra, y el 20 de junio éste envió a aquel una carta en la que manifestaba su sorpresa. “Ha sido iguala mi confusión, al verme llamado a ocupar un destino al que, si bien pueden optar indistintamente todos los ciudadanos en un país republicano, no deben sin embargo ser promovidos sino aquellos de quien pueda esperarse prudentemente un laudable desempeño”. Luego de hacer otras consideraciones, expresó aceptar el cargo. Asumió a sus funciones el día 27 de ese mes, designando ministro general a Fenelón Zuviría.
Entre las principales preocupaciones del nuevo mandatario estaba la de mantener la estabilidad institucional iniciada con Guzmán, revitalizar las relaciones comerciales con las provincias del Litoral y fomentar la producción a través de estímulos económicos a la ganadería y la circulación de la tierra.
Así, por Decreto del 3 de diciembre de 1855, dejó “sin efecto los decretos del 24 de octubre de 1850 y 11 de junio de 1852, que imponen un derecho a las haciendas que se extraigan de la Provincia”. En los considerandos de dicha disposición, destacaba que tal derecho era opuesto a la Cláusula de Comercio Interior de la Constitución Nacional. Asimismo, subrayaba que “ese derecho, además de ser de difícil percepción y dar mucho lugar al fraude, tiene el inconveniente económico de gravar sólo una clase de la sociedad, que además, dicho impuesto es completamente arbitrario e ilegal por cuanto no emana del Poder Legislativo, y sólo es él una disposición del Ejecutivo”.
Ferreyra, por Decreto del 24 de enero de 1856, modificó el sistema de publicidad de los actos de gobierno aboliendo la actividad del pregonero; y estableciendo que, todos los documentos conteniendo disposiciones oficiales, fueran dados a la imprenta para llegar ellos con mayor precisión a los vecinos. Hasta entonces, las disposiciones tomadas por el gobernador o aprobadas por la Legislatura se daban a conocer por medio de un bando, pregonado en las esquinas de la plaza central y en otros lugares de la ciudad, conforme a la forma tradicional que se había trasplantado a América desde los primeros días de la colonización. Desde ese instante, las publicaciones de los actos de gobierno se darían a conocer a través del diario, siendo el más importante de la época “El Imparcial”, creado en 1855 por Luis Cáceres.
El mejoramiento de la seguridad en la ciudad de Córdoba en beneficio de la actividad comercial fue un punto destacado de aquellos años. A poco de asumir Ferreyra, el 24 de julio de 1855, se sancionó la Ley N.º 89 de creación del Cuerpo de Serenos de la ciudad de Córdoba, primer órgano policial separado del ejército.
Al instalarse el Consejo Administrativo de la Municipalidad de Córdoba, éste había dispuesto el 14 de septiembre de 1857 que las veredas en la ciudad debían ser construidas con piedra labrada o material cocido, evitándose de ese modo un rápido desgaste del pavimento con inconvenientes para los transeúntes. Pero el 9 de octubre, los miembros de la Asamblea de Representantes, considerando que debía aumentarse el alumbrado en las calles de la capital provinciana, impusieron legalmente la obligación a los propietarios de pagar "el impuesto de dos reales por cada puerta abierta a la calle", para colaborar en el sostenimiento del alumbrado público. Aunque algunos hicieron oír su protesta, expresando ser abultado dicho impuesto, se lo hizo cumplir con todo rigor.
El gobernador Ferreyra prosiguió con el reordenamiento territorial de la provincia tratando de modificar la zona de ocupación poblacional que, a pesar del incremento de habitantes registrado en el censo de marzo de 1857 - que arrojó un total de 137 079 personas en la provincia, 26 540 más que lo reflejado en el censo de 1852-, seguía concentrada en las zonas de viejo asentamiento colonial; esto es, en el centro -ciudad de Córdoba y villas de alrededor-, norte y oeste provinciales. Así, se dividió al Departamento Punilla, dando origen al Departamento Cruz del Eje en 1856.
El 7 de octubre de 1857 se dispuso levantar la población de La Dormida en la antigua Villa San José.

### La Constitución liberal de 1855
El 25 de mayo de 1853 se sanciona la Constitución Nacional de la Confederación Argentina fijando el estatus jurídico e institucional de las provincias que la componen, y estableciéndose la Garantía federal como límite al poder constituyente local. Así, todas las atribuciones que pertenecen o van a pertenecer al gobierno federal y que no están previamente definidas en la Constitución Nacional corresponderían a las provincias siempre y cuando se encontraren bajo la supremacía de la Constitución Nacional.
Entre los límites explícitos a los gobiernos provinciales se estableció: la prohibición de recibir o acreditar agentes diplomáticos en el extranjero, armar ejércitos y declarar la guerra; la prohibición de dictar leyes sobre naturalización, comercio y navegación; acuñar moneda y establecer aduanas, derechos de tonelaje y bancos -sin autorización del Congreso nacional-; la prohibición de dictar leyes políticas y codificadas y la celebración de tratados políticos parciales con otras provincias.
En cuanto a la cláusula de Garantía federal, el Artículo 5.º de la Constitución Argentina de 1853 prescribía:

"Cada provincia confederada dictará para sí una Constitución bajo el sistema representativo republicano, de acuerdo con los principios declaraciones y garantías de la Constitución Nacional, y que asegure su administración de justicia, su régimen municipal y la educación primaria gratuita.

Las constituciones provinciales serán revisadas por el Congreso antes de su promulgación.

Bajo estas condiciones el gobierno federal garante a cada provincia el goce y ejercicio de sus instituciones".

Consecuentemente, el Art. 64.º Inciso 28 daba al Congreso la facultad de "examinar las constituciones provinciales y reprobarlas, sino estuviesen conformes con los principios y disposiciones de esta Constitución". Y el Artículo 103.º disponía: "cada provincia se dicta su propia Constitución, y antes de ponerla en ejercicio, la remite al Congreso para su examen". En tal sentido, se fijó un plazo de ocho meses a partir del 1 de diciembre de 1854 para que las provincias dictaran sus constituciones.
De esa manera, el acto más importante del gobernador Ferreyra fue impulsar la reforma del Reglamento Constitucional de 1821 dando cumplimiento al mandato confederado. El proyecto de ley había sido presentado bajo el gobierno de Alejo del Carmen Guzmán a la Asamblea de Representantes y sometido a estudio de la Comisión de Negocios Constitucionales de la legislatura, integrada por Fernando de Zavalía, Clemente J. Villada, Rafael García, Manuel Lucero -a quien luego reemplazó Lucrecio Vázquez-, Jerónimo Cortés, Félix de la Peña y Fenelón Zuviría.
Elaborado el informe de la Comisión, fue presentado el 8 de junio de 1855 y las sesiones sobre el mismo duraron hasta el 16 de agosto, día en el que fue sancionada la Constitución. En sus lineamientos generales, de sus ochenta y un artículos, siguió al Reglamento de Juan Bautista Bustos; la Constitución de Chile, de 1833; el proyecto de Constitución de la Provincia de Mendoza de 1854, redactado por Juan Bautista Alberdi y otros instrumentos legales. El Congreso de la Confederación Argentina aprobó la Constitución de Córdoba el 19 de septiembre de 1855 y se la juró el 30 de noviembre de ese mismo año solemnemente en esta capital y el interior.
La carta magna provincial ratificó para el autogobierno de los cordobeses el principio de gobierno representativo y republicano, "proclamado por la Revolución Americana y consagrado por la Constitución general de 1853" (Art. 4.º). Estableció, los principios de Soberanía popular, Separación de poderes (prescriptos en el Art. 13.º) y Periodicidad de los mandatos -el gobernador de Córdoba duraría tres años en sus funciones y no podría ser reelecto sino con el intervalo de un período (Art. 42.º)-; distinguiéndose a su vez, entre "gobernador propietario" o "en propiedad" -persona que ocupa el puesto de Gobernador permanentemente por el término del mandato-, "interino" y "delegado".
El Poder Judicial, ejercido por la Cámara de Justicia, sería independiente de los otros dos poderes. La Constitución consagró los principios de Presunción de inocencia (Art.67.º) y Legalidad (Art. 71.º).
Una importante medida del ámbito institucional fue el establecimiento del régimen municipal en septiembre de 1856. Al año siguiente fueron elegidas las autoridades comunales, quedando instalado el municipio de la capital el 9 de julio de 1857, siendo su primer presidente Juan Posse. El 3 de enero de 1858 quedó formalizada la Municipalidad de Río Cuarto, dirigida por su presidente Adolfo Ortiz.

## La división entre rusos y aliados
La secesión de Buenos Aires dividió a los cordobeses en dos bandos. Evocando a los contrincantes de la lejana Guerra de Crimea, que enfrentaba a las grandes masas de Rusia contra una coalición de fuerzas menores pero mejor armadas y disciplinadas de turcos, franceses, ingleses e italianos, dieron en llamarse "Rusos" y "Aliados" respectivamente.
Los Rusos eran los antiguos federales puros, circunstancialmente aliados al presidente de la Confederación Justo José de Urquiza y antiporteñistas. En sus filas revistaban el exgobernador Alejo Carmen Guzmán, Agustín San Millán, José Pío Achával, Jerónimo Cortez, Eduardo Ramírez de Arellano, Felipe Yofre, José Mateo Luque y Manuel Lucero, entre los principales animadores.
Los Aliados, que habían alcanzado posiciones de poder en el gobierno de Ferreyra, eran de pensamiento liberal y cercanos a la postura de Buenos Aires, gobernada por Bartolomé Mitre. Se destacaban en este bando Félix de la Peña, Justiniano Posse, Rafael García, Juan del Castillo, Antolín Funes y Augusto López, entre otros, algunos de ellos connotados rosistas de otrora.
La trasmisión de mando de 1858, llegado el fin del mandato constitucional de Ferreyra, estuvo signada por la disputa entre rusos y aliados en torno a la designación del sucesor. En tanto los primeros apoyaron la nominación de Santiago Derqui, los segundos impulsaron la elección de Mariano Fragueiro, por entonces Senador de la Confederación Argentina.
El 23 de mayo de 1858, la Asamblea de Diputados de Córdoba eligió a Fragueiro por 27 a 19 votos, quien organizó el Partido Liberal en la Provincia de Córdoba. Sin embargo, la asunción de Santiago Derqui como Presidente de la Confederación Argentina, el 5 de marzo de 1860, marcó el inicio de una etapa de alta inestabilidad institucional en Córdoba, signada por el enfrentamiento político y la tensión permanente, entre el gobierno de Paraná -sede del gobierno confederado- y el gobernador Fragueiro.
A la renuncia de Fragueiro en 1860, desgastado producto de su doble juego de apoyo y oposición al gobierno confederal, le siguió la desintegración de la Confederación Argentina tras la Batalla de Pavón. En ese contexto, entre 1860 y 1863, Córdoba tuvo seis gobernadores delegados, dos gobernadores en propiedad -Félix de la Peña y Justiniano Posse- y dos Interventores del poder central. La inestabilidad política fue tan grande que, el 16 de noviembre de 1861, se conoce como "el día de los seis gobernadores".
La renuncia de Posse, motivada por el asedio político y militar del general Wenceslao Paunero -jefe del Ejército de ocupación porteño-, dividió a la Legislatura local entre quienes querían aceptar la dimisión y quienes la rechazaban. Terminó por triunfar la posición de alejar a Posse, siendo entonces necesario nombrar un mandatario interino por seis meses. Así, el 26 de julio de 1863, el respetable comerciante y apacible ministro de Posse, Benigno Ocampo, superó por un voto de diferencia -8 a 7- a Roque Ferreyra.

## Segunda gobernación
La insurgencia política del año 63' no se aquietó, con lo que el 3 de noviembre el gobernador Ocampo presentó su renuncia con un documento en el cual manifestó su desencanto ante las embravecidas pasiones que le rodeaban. Así las cosas, Ferreyra, que contaba con el apoyo de los federales a cambio de rehabilitar al antiguo Partido Constitucional y designar ministro a Mateo Luque, fue elegido "gobernador delegado".
Designó ministros a Mateo Luque y Benjamín de Igarzábal. La primera medida de Ferreyra, el 7 de noviembre de 1863, fue decidir la creación del batallón “Córdoba Libre” para mantener la tranquilidad del pueblo, convirtiéndose en respaldo y garantía del orden de las autoridades. Inmediatamente su puso a la tarea de ser nominado "gobernador en propiedad" por la legislatura; lo que significa, conforme a la Constitución de 1855, la efectividad del mando y un mandato de tres años.
El contexto era de inestabilidad y amenaza permanente. El 4 de febrero de 1864 estalló una revuelta miliciana en la ciudad de Córdoba comandada por Pedro Cires y el coronel Luis Álvarez -jefe del regimiento Este de la Guardia Nacional-; eficazmente sofocada por el leal coronel Manuel Esteban Pizarro -jefe del batallón “Córdoba Libre”-. En tanto que en el Oeste de la provincia, en la sierra, era domeñado el levantamiento de las montoneras federales al mando del coronel Manuel Morillo y Pedro Echegaray. Rápidamente había indultado a los responsables, con lo que creyó ganar su apoyo definitivo.
La política de Ferreyra consistía en balancear fuerzas opuestas, integrando a los mayoritarios federales a su gobierno y prometiendo lealtad al presidente Mitre que, ante la menor muestra de desorden, echaría las tropas de Paunero sobre Córdoba otra vez. En ese marco de tenso equilibrio, Ferreyra fue elegido por la Asamblea de Representantes como "Gobernador en propiedad" el 15 de  marzo de 1864 por un período de tres años.
En materia de gestión, lo más destacado del período es la apertura de escuelas nocturnas y la creación del Instituto Primario para Obreros; creándose el cargo de inspector general de Escuelas, a cuyo cargo Ferreyra designó a Juan Piñero.

### La revolución trágica del 2 de marzo
El 2 de marzo de 1865, al grito de "Viva la libertad", estalló una sublevación contra el gobernador Ferreyra al mando del Capitán Pedro Cires. El batallón “Córdoba Libre” salió a la callejuela de Santa Catalina y los complotados creyeron que dicha fuerza iba a plegarse al movimiento, cuando en realidad era todo lo contrario. Por la boca oeste de la callejuela apareció Pedro Cires, recibiendo una descarga mortal.
Las autoridades comenzaron a seguir el rastro de quienes se hallaban comprometidos, e inmediatamente sindicaron al exgobernador Posse como jefe de la asonada. Este, corrió a refugiarse en la casa del Juez Federal, Saturnino M. Laspiur, en la segunda cuadra de la calle Unión -hoy Rivera Indarte- y hasta allí llegó un pelotón de soldados al mando de Mateo Albornoz. A pesar de las protestas del Juez Federal, el oficial sacó a Posse y lo llevó por medio de la calle hacia el Cabildo. Pero en la intersección con la calle Constitución -ahora Deán Funes-, el capitán Anselmo Vázquez ordenó abrir fuego sobre Posse, asesinándolo.
El episodio conmovió a Córdoba y el país. “El atentado cometido es un inmenso deshonor para la República”, dijo el diario porteño “La Nación Argentina”. Como la oposición, e incluso el gobierno acusaron a Ferreyra de haber causado la muerte de Posse, el gobernador pidió la visita del ministro del Interior, Guillermo Rawson, para que atestiguara su inocencia. Pero éste decidió pedir la renuncia de Ferreyra, no por considerarlo autor de la muerte de Posse, sino por no creer que fuese suficientemente aliado del presidente Bartolomé Mitre. No obstante, Ferreyra se negó a renunciar.

### Crisis, leva y rebelión
La crisis política se agravó ante la pérdida de apoyo del gobernador. Renunciaron los ministros Luque y de Igarzábal, reemplazándolos el coronel José Antonio Álvarez Condarco que unifica la conducción de los ministerios. Los focos de rebelión crecen en toda la provincia. Los malones al Sur y las montoneras federales al Oeste, primero conducidas por Aurelio Zalazar y luego por Felipe Varela jaqueaban constantemente las líneas de defensa del gobierno.
El único momento de calma lo trae la llegada del hombre de negocios americano William Wheelwright anunciando la creación del Ferrocarril Rosario-Córdoba. Sin embargo el 25 de abril estalla la
guerra del Paraguay y el clima de tensión social se reaviva ante la leva del presidente Mitre. Este no era popular en Córdoba y los móviles de la guerra no eran claros.
Ferreyra, en muestra de lealtad a Mitre, convocó a la Guardia Nacional bajo una inflamada proclama patriotera: "¡Ciudadanos a las armas hoy, mañana al combate y al día siguiente a la victoria!". No obstante el hecho de que los unitarios se habían alistado voluntariamente, la oposición a la guerra por parte de los federales hizo fracasar la convocatoria. El gobernador no logró reunir un batallón de quinientos combatientes. Luego, varias de las unidades partidas hacia el frente se sublevaron en Toledo. El 30 de noviembre de 1865 incluso, algunos efectivos del batallón “Córdoba Libre” que protegía al gobierno en la capital, escaparon tras haber sido descubiertos en su disposición de voltear al gobierno de Roque Ferreyra.
Ante tales episodios, las autoridades decretaron la disolución de esa fuerza militar. Ausente Ferreyra, el gobernador interino Juan Piñero y del Castillo, firmó el 27 de diciembre la disolución, advirtiendo que los efectivos fugados serían perseguidos y severamente castigados al ser aprehendidos. Liquidado el cuerpo de milicias, sus soldados fueron forzados a marchar con otras unidades, algunos de ellos atados con maneas.
El 14 de julio de 1866, el Mayor Simón Luengo, un cosechador de manzanas que había sido promotor de la revolución de 1860 contra Mariano Fragueiro y de la del 63' contra Posse, encabezó un pronunciamiento montonero de Córdoba al escapar de la prisión. Depuso a Ferreyra y, en medio de un clima de confusión general, logró que una junta de vecinos designara al exministro Luis Cáceres como "Gobernador provisorio".

## Últimos años
Durante algo más de un año, los federales tomaron el poder por última vez, pero las diferencias entre Luengo – futuro asesino del general Urquiza – y el gobernador Mateo Luque provocaron la intervención militar de la Nación, y a fines de 1867 los unitarios volvían al poder, con el gobernador Félix de la Peña.
En sus últimos años de actuación política, Ferreyra se unió al Partido Autonomista, que llegó al gobierno con el gobernador Enrique Rodríguez. Pero Ferreyra se alejó al poco tiempo de él y abandonó toda actuación política. Falleció en Córdoba en 1885.